# Arcidiocesi di Kalocsa-Kecskemét

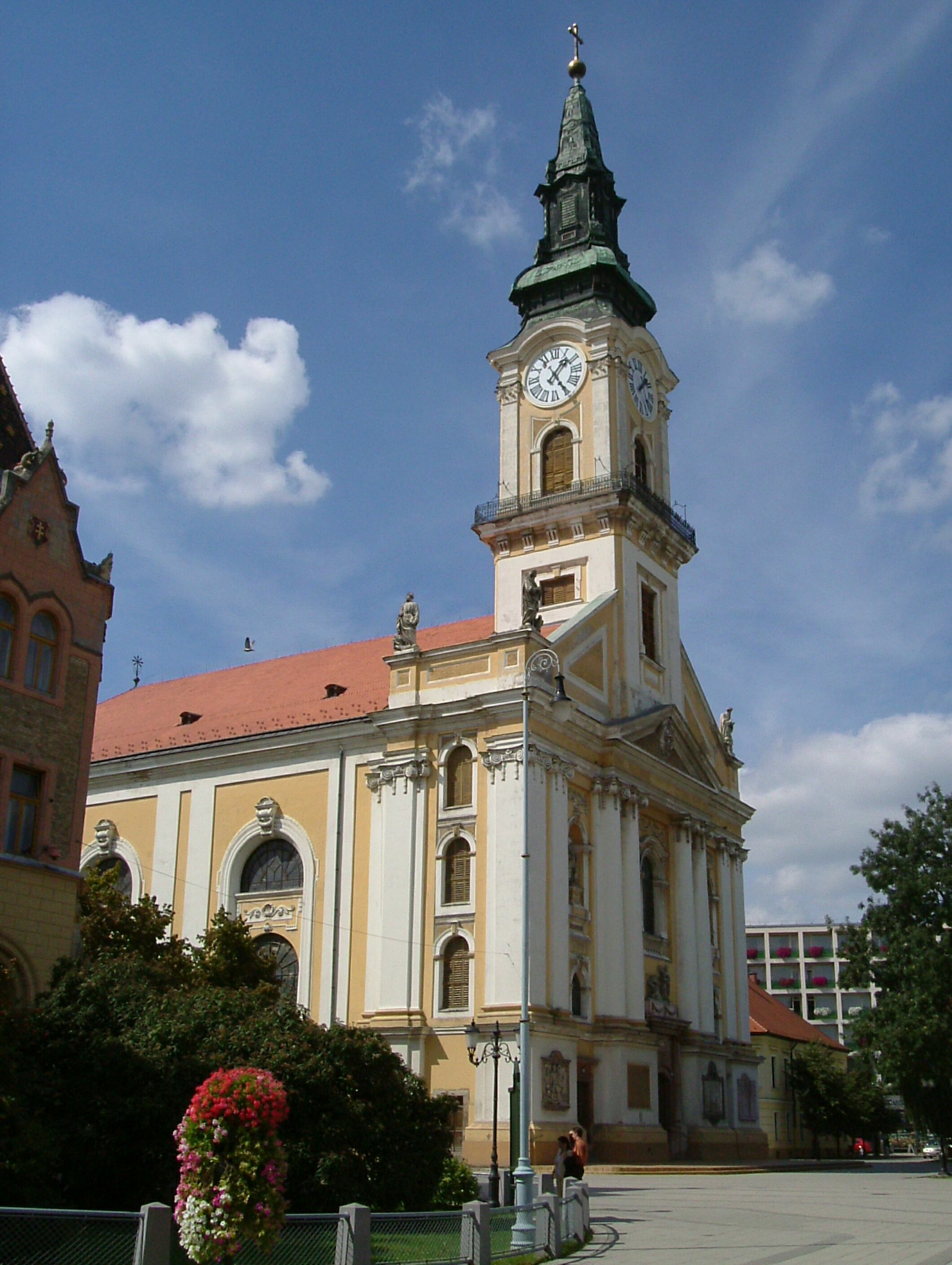
La concattedrale dell'Ascensione del Signore a Kecskemét.

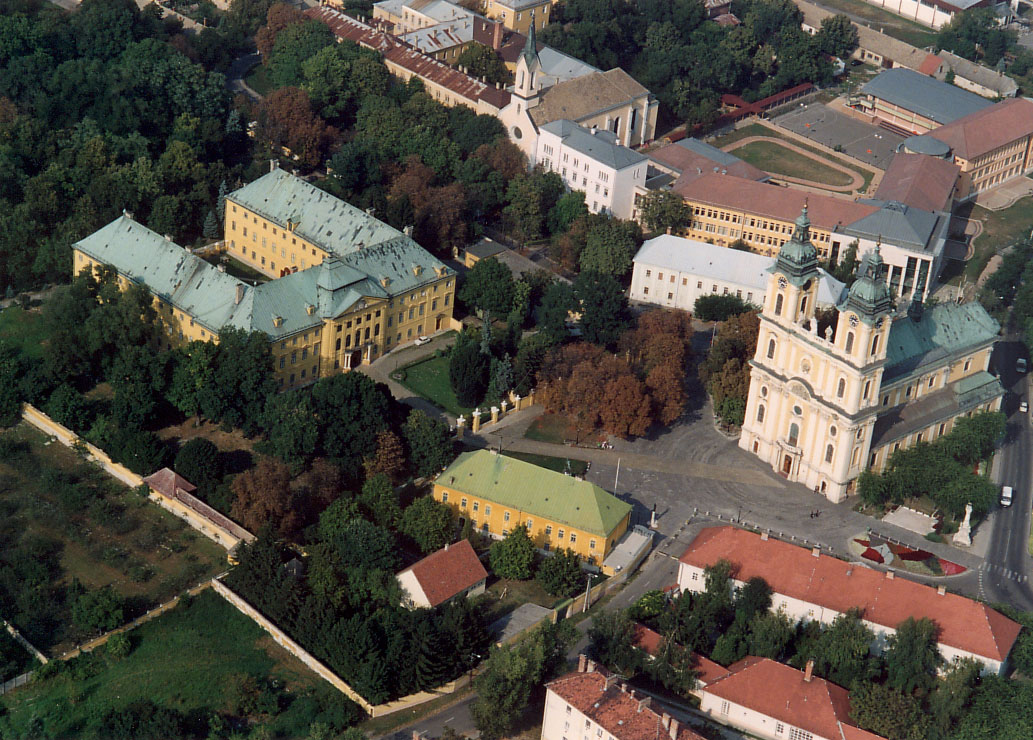
Foto aerea della cattedrale e, alla sinistra, del palazzo arcivescovile di Kalocsa.

L'arcidiocesi di Kalocsa-Kecskemét (in latino Archidioecesis Colocensis-Kecskemetensis) è una sede metropolitana della Chiesa cattolica in Ungheria. Nel 2023 contava 354.014 battezzati su 514.630 abitanti. È retta dall'arcivescovo Balázs Bábel.

## Territorio
L'arcidiocesi comprende la contea di Bács-Kiskun.
Sede arcivescovile è la città di Kalocsa, dove si trova la cattedrale dell'Assunzione di Maria Vergine. A Kecskemét sorge la concattedrale dell'Ascensione del Signore.
Il territorio si estende su 8.372 km² ed è suddiviso in 127 parrocchie.

### Provincia ecclesiastica
La provincia ecclesiastica di Kalocsa-Kecskemét comprende due suffraganee:
- la diocesi di Pécs, eretta nel 1009;
- la diocesi di Seghedino-Csanád, eretta nel 1030.

## Storia
La diocesi di Kalocsa e Bács fu eretta nel 1010 da santo Stefano d'Ungheria. Si ritenne che Kalocsa e Bács fossero sedi indipendenti, unite successivamente, ma studi più recenti hanno acclarato che si tratta di un'unica sede, i cui vescovi risiedevano ora a Kalocsa ora a Bács. Nelle due località esistevano capitoli distinti.
Nel 1135 la diocesi di Kalocsa e Bács fu elevata al rango di arcidiocesi metropolitana e l'elezione degli arcivescovi fu riservata ai capitoli uniti, in un'assemblea che avrebbe dovuto svolgersi in una terza città. Anche la questione dell'elevazione a sede metropolitana è controversa: già Asztrik godeva del titolo di arcivescovo, che si ritrova per Fabiano, il quinto vescovo. Alcuni studiosi sostengono che la metropolia di Kalocsa e Bács si estendesse nell'XI secolo alle diocesi di Bihar (oggi diocesi di Gran Varadino dei Latini) e di Transilvania (oggi arcidiocesi di Alba Iulia), alla quale si aggiunse la diocesi di Csanád (oggi diocesi di Seghedino-Csanád).
L'importanza della sede fu confermata nel 1175, allorché, visto che la sede di Esztergom era vacante, toccò all'arcivescovo di Kalocsa incoronare il re Béla III d'Ungheria. Il fatto si ripeté nel 1204 quando l'arcivescovo Giovanni incoronò Ladislao II d'Ungheria. Nel 1212 fu sancito il diritto degli arcivescovi di Kalocsa all'incoronazione in caso di assenza o rifiuto dell'arcivescovo di Esztergom. Pochi anni l'arcivescovo Ugrinus istituì il primo grande ospedale di Kalocsa e nel 1229 aggiunse alle sue suffraganee la diocesi di Sirmio. La nuova diocesi era un baluardo nella lotta contro i patareni, eretici diffusi nella Bosnia; gli arcivescovi si impegnarono nel contrastare la diffusione delle loro dottrine. Allo stesso arcivescovo Ugrinus toccò l'onore di incoronare Andrea II d'Ungheria. Cadde poi in battaglia contro i Tatari nel 1241.
L'attività missionaria condotta in Valacchia a partire dal XIII secolo dagli Ordini mendicanti francescano e domenicano portò all'erezione delle diocesi di Argeș e di Severino, rispettivamente nel 1381 e nel 1382, che furono assegnate come suffraganee alla metropolia di Kalocsa.
Nel XV secolo sedettero sulla cattedra di Kalocsa due personaggi di spicco: Andrea Brenti, che ebbe un ruolo importante nella preparazione del concilio di Costanza e István Várdai, tipica figura di vescovo rinascimentale, uomo di grande cultura umanistica, che portò a Kalocsa l'influsso del Rinascimento italiano e fu poi creato cardinale. La sua opera a Kalocsa fu intensa e organica: celebrò il sinodo diocesano, istituì la visita pastorale nelle parrocchie, rivolse la sua attenzione alla formazione del clero, inviò giovani chierici nelle università europee, fondò una biblioteca e curò anche le rendite dell'arcidiocesi.
Nel 1526 l'arcivescovo francescano Pál Tomori guidò l'esercito nella battaglia di Mohács, nella quale trovò la morte. La sconfitta segnò la conquista ottomana e il declino dell'arcidiocesi; gli arcivescovi sotto il giogo dei turchi non poterono più esercitare le loro funzioni. Tuttavia, la Santa Sede continuò a nominare arcivescovi per questa sede, considerandola in pari tempo una terra di missione affidata ai francescani, che si presero cura anche dei cristiani che emigrarono in questa regione dalla Dalmazia dopo il 1550.
L'effettiva giurisdizione arcivescovile si interruppe durante tutto il periodo della dominazione turca e fu ripristinata durante l'episcopato del cardinale Leopold Karl von Kollonitsch nell'ultimo decennio del XVII secolo. Fu il suo successore Pál Szécsényi che costruì un palazzo per la curia e costruì una chiesa parrocchiale, mentre il successore di lui Imre Csáky fece costruire la cattedrale. Nonostante questi sforzi, nel 1733 l'arcivescovo Gabriel Herman Antun Patačić trovò l'arcidiocesi ancora da riorganizzare: fu lui a stabilire il seminario diocesano e a ripristinare il capitolo cattedrale.
In seguito al trattato del Trianon, il 10 febbraio 1923 la regione della Bačka che venne a trovarsi nel regno di Jugoslavia fu sottratta all'arcidiocesi ed eretta in amministrazione apostolica, divenuta diocesi di Subotica nel 1968. Da questo momento l'arcidiocesi assunse il solo nome di Kalocsa.
Il 31 maggio 1993 con la bolla Hungarorum gens di papa Giovanni Paolo II furono rivisti i confini delle diocesi ungheresi. L'arcidiocesi di Kalocsa ampliò il proprio territorio che furono fatti coincidere con la contea di Bács-Kiskun tramite l'acquisizione di diversi comuni dalle diocesi di Vác e di Pécs; a quest'ultima diocesi cedette il comune di Bogyiszló. Contestualmente l'arcidiocesi ha assunto il nome attuale.

## Cronotassi dei vescovi
Si omettono i periodi di sede vacante non superiori ai 2 anni o non storicamente accertati.

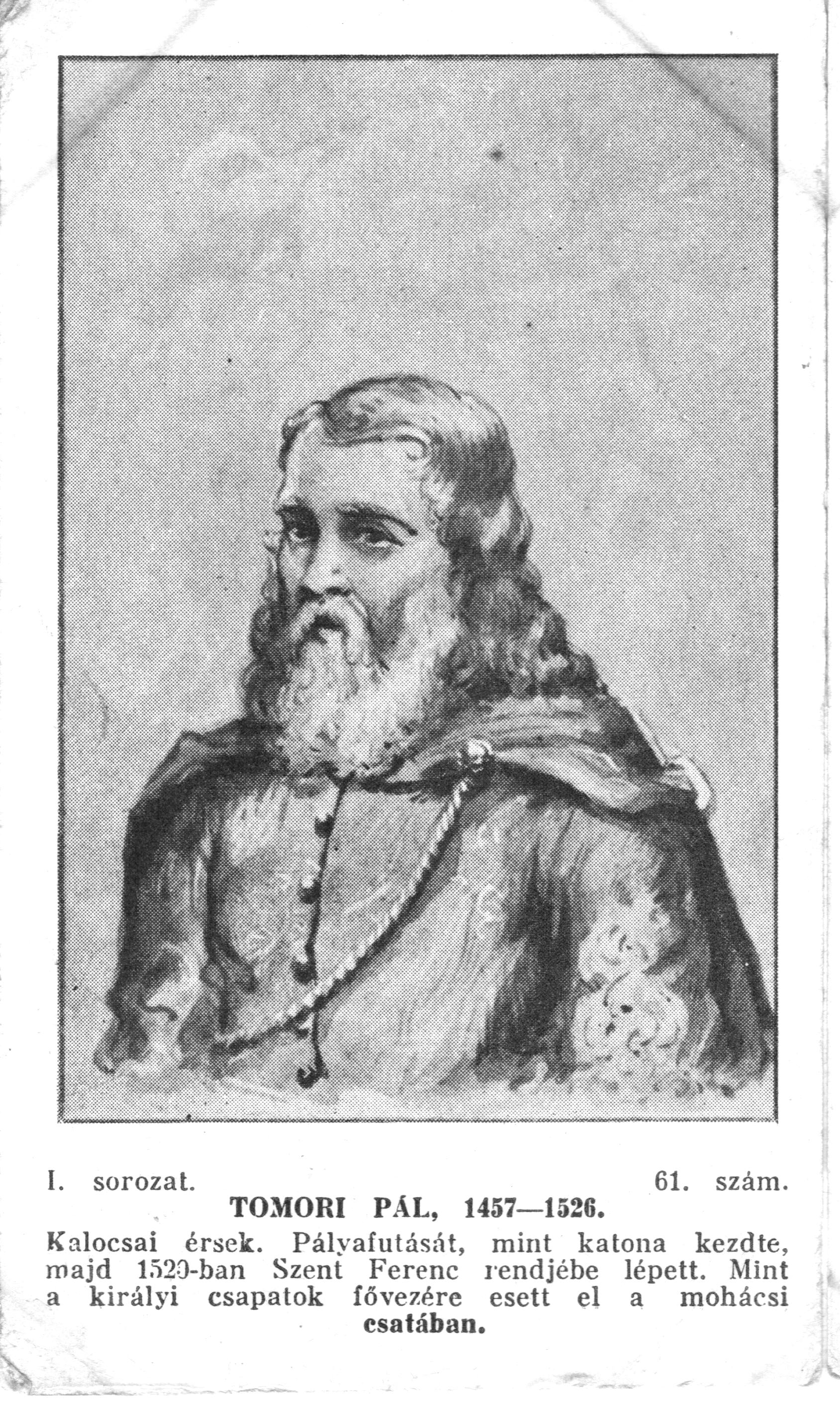
L'arcivescovo Pál Tomori morto combattendo contro i turchi sul campo di battaglia di Mohács il 29 agosto 1526.

- Sant'Asztrik, O.S.B. † (1000 - dopo il 1046)
- György I † (1050 - ?)
- Benedek I † (menzionato nel 1055)
- Dezső † (1075 - 1093)
- Fabiano † (1094 - ?)
- Ugolino † (1103 - ?)
- Pál I † (1111)
- Fulberto † (1111 - ?)
- Gergely I † (1124 - ?)
- Francica † (1131 - 1134)
- Simon † (1135 - ?)
- Muchia † (1142 - 1149)
- Miko † (1149 - 1165)
- Sayna † (1167 - ?)
- Kosma † (1169 - ?)
- Andrea † (1176 - 1186)
- István I † (1182 - 1187)
- Péter I † (1187 - ?)
- Pál II † (1189 - 1190)
- Saul de Hédervar † (1192 - 1202 deceduto)
- Giovanni † (1202 - 6 ottobre 1205 nominato arcivescovo di Esztergom)
- Bertoldo di Andechs-Merania † (1207 - 1218 nominato patriarca di Aquileia)
- Ugrino Csák † (1219 - 1241 deceduto)
- Benedek II † (1241 - 25 febbraio 1254 nominato arcivescovo di Esztergom)
- Tamás I † (1254 - 1255)
- István II † (1256 - 1256)
- Smaragdus de Sambok † (1257 - luglio 1265 deceduto)
- Benedek III † (1265 - ?)
- István III † (11 dicembre 1266 - 1278)
- Ján † (1279 - novembre 1301 deceduto)
- István IV † (1302 - ? deceduto)
- Vince † (1306 - ? deceduto)
- László, O.F.M. † (15 agosto 1317 - 1337 o 1338 deceduto)
  - Sede vacante (1338-1343)
- László Kobal † (24 marzo 1343 - 1345 deceduto)
- István Harcsáki † (2 marzo 1345 - 1349 ? deceduto)
- Miklós Vásári † (1349 - 11 gennaio 1350 nominato arcivescovo di Esztergom)
- Dionizije Lacković † (11 gennaio 1350 - ? deceduto)
- Miklós Keszei † (4 agosto 1356 - 8 ottobre 1358 nominato arcivescovo di Esztergom)
- Tamás Telegdi † (25 agosto 1358 - 10 febbraio 1367 nominato arcivescovo di Esztergom)
- István VI, O.E.S.A. † (10 febbraio 1367 - circa 1379 nominato patriarca di Gerusalemme)
- Lajos † (prima del 1383 - 1391)
- Miklós Bebek † (19 dicembre 1391 - dopo il 1399 deceduto)
- Ivan Šipuški † (28 marzo 1401 - dopo il 1402)
  - Crisogono de Dominis † (1403 - ? deceduto) (vescovo eletto)
- Andrea Brenti † (4 gennaio 1413 - 1418)
- Kármán Scolari † (23 febbraio 1420 - 1423)
- Giovanni Buondelmonti † (5 novembre 1424 - 1447)
- Matthias de Labischino † (8 luglio 1449 - ?)
- Rafael Herczeg † (31 agosto 1450 - 1456 deceduto)
- István Várdai † (25 febbraio 1457 - febbraio 1471 deceduto)
- Gábor † (24 maggio 1471 - 1479 deceduto)
- György † (1º febbraio 1479 - 1480 deceduto)
- Péter Várdai † (16 febbraio 1481 - 1501 deceduto)
- László Geréb † (14 febbraio 1502 - 11 dicembre 1503)
- Gregorio Frangipane † (11 dicembre 1503 succeduto - 1520)
- Pál Tomori, O.F.M. † (4 febbraio 1523 - 29 agosto 1526 deceduto)
- János Orszagh † (1527 - 1529)
- Francesco Frangipane † (1530 - 1543 deceduto)
  - Sede vacante (1543-1582)
- Juraj Drašković von Trakošćan † (30 aprile 1582 - 21 gennaio 1587 deceduto)
  - Sede vacante (1587-1596)
- János Kuthassy † (1596 - 4 giugno 1599 nominato arcivescovo di Esztergom)[1]
- Márton Pethe de Hetes † (15 dicembre 1600 - 3 ottobre 1605 deceduto)
- István Szuhay † (5 ottobre 1607 - 9 giugno 1608 deceduto)
- Demeter Náprágyi † (27 gennaio 1610 - 25 marzo 1616 deceduto)
- Bálint Lépes † (1619 - 1623 deceduto)
- János Telegdy † (1624 - 1647 deceduto)
- János Püsky † (14 febbraio 1650 - 1658/1660 deceduto)
  - György Szelépcsenyi (Juraj Pohronec-Slepčiansky) † (1658/1660 - 3 agosto 1667 nominato arcivescovo di Esztergom) (non confermato)
- Petar Petretić † (3 agosto 1667 - 12 ottobre 1667 deceduto)
  - Sede vacante (1667-1678)
- György Széchényi † (18 aprile 1678[2] - 2 settembre 1686[3] nominato arcivescovo di Esztergom)
  - Sede vacante (1686-1690)
  - Martin Borković, O.S.P.P.E. † (16 dicembre 1686 - 31 ottobre 1687 deceduto) (non confermato)
- Leopold Karl von Kollonitsch † (6 marzo 1690 - 22 agosto 1695 nominato arcivescovo di Esztergom)
- Pál Széchényi, O.S.P.P.E. † (1º luglio 1697 - 22 maggio 1710 deceduto)
  - Sede vacante (1710-1714)
- Imre Csáky † (19 novembre 1714 - 28 agosto 1732 deceduto)
- Gabriel Herman Antun Patačić † (28 settembre 1733 - 5 dicembre 1745 deceduto)
- Miklós Csáky de Keres-Szeg † (4 settembre 1747 - 15 novembre 1751 nominato arcivescovo di Esztergom)
- František Xaver Klobušický † (20 dicembre 1751 - 6 aprile 1760 deceduto)
- József Batthyány † (15 dicembre 1760 - 20 maggio 1776 nominato arcivescovo di Esztergom)
- Adam Patačić † (16 settembre 1776 - 19 luglio 1784 deceduto)
- Ladislaus von Kollonitsch † (10 marzo 1788 - 23 aprile 1817 deceduto)
  - Sede vacante (1817-1822)
- Péter Klobusiczky † (19 aprile 1822 - 2 luglio 1843 deceduto)
- Ferenc Nádasdy † (24 novembre 1845 - 22 luglio 1851 deceduto)
- Jozef Kunszt † (15 marzo 1852 - 5 gennaio 1866 deceduto)
- József Krivinai Lonovics † (27 novembre 1866 - 13 marzo 1867 deceduto)
- Lajos Haynald † (17 maggio 1867 - 4 luglio 1891 deceduto)
- Juraj Császka † (17 dicembre 1891 - 11 agosto 1904 deceduto)
- Gyula Városy † (11 dicembre 1905 - 28 ottobre 1910 deceduto)
- János Csernoch † (20 aprile 1911 - 13 dicembre 1912 nominato arcivescovo di Esztergom)
- Árpád Lipót Várady † (25 maggio 1914 - 18 febbraio[4] 1923 deceduto)
- Gyula Zichy † (31 agosto 1925 - 20 maggio 1942 deceduto)
- Gyula Glattfelder † (24 settembre 1942 - 30 agosto 1943 deceduto)
- József Grósz † (7 maggio 1943 - 3 ottobre 1961 deceduto)
- Endre Hamvas † (15 settembre 1964 - 10 gennaio 1969 ritirato[5])
- József Ijjas † (10 gennaio 1969 - 5 giugno 1987 ritirato)
- László Dankó † (5 giugno 1987 - 25 giugno 1999 deceduto)
- Balázs Bábel, succeduto il 25 giugno 1999

## Statistiche
L'arcidiocesi nel 2023 su una popolazione di 514.630 persone contava 354.014 battezzati, corrispondenti al 68,8% del totale.
| anno | popolazione | popolazione | popolazione | presbiteri | presbiteri | presbiteri | presbiteri                | diaconi | religiosi | religiosi | parrocchie |
| anno | battezzati  | totale      | %           | numero     | secolari   | regolari   | battezzati per presbitero | diaconi | uomini    | donne     | parrocchie |
| ---- | ----------- | ----------- | ----------- | ---------- | ---------- | ---------- | ------------------------- | ------- | --------- | --------- | ---------- |
| 1950 | 606.000     | 880.000     | 68,9        | 402        | 357        | 45         | 1.507                     |         | 72        | 694       | 207        |
| 1970 | 210.000     | 263.982     | 79,6        | 148        | 148        |            | 1.418                     |         |           |           | 81         |
| 1980 | 218.529     | 259.171     | 84,3        | 107        | 107        |            | 2.042                     |         |           |           | 77         |
| 1990 | 200.474     | 241.109     | 83,1        | 95         | 92         | 3          | 2.110                     | 1       | 3         |           | 77         |
| 1999 | 398.000     | 537.084     | 74,1        | 100        | 99         | 1          | 3.980                     | 7       | 1         | 84        | 81         |
| 2000 | 412.000     | 555.980     | 74,1        | 100        | 100        |            | 4.120                     | 9       |           | 85        | 79         |
| 2001 | 422.406     | 557.112     | 75,8        | 93         | 93         |            | 4.542                     | 10      |           | 79        | 76         |
| 2002 | 421.314     | 555.340     | 75,9        | 91         | 91         |            | 4.629                     | 10      |           | 95        | 75         |
| 2003 | 419.790     | 553.330     | 75,9        | 95         | 95         |            | 4.418                     | 11      |           | 85        | 138        |
| 2004 | 379.072     | 546.345     | 69,4        | 92         | 91         | 1          | 4.120                     | 11      | 1         | 85        | 138        |
| 2006 | 379.072     | 546.345     | 69,4        | 103        | 102        | 1          | 3.680                     | 11      | 1         | 83        | 138        |
| 2011 | 371.833     | 541.005     | 68,7        | 103        | 102        | 1          | 3.610                     | 12      | 1         | 59        | 136        |
| 2013 | 368.755     | 536.409     | 68,7        | 110        | 108        | 2          | 3.352                     | 11      | 2         | 51        | 127        |
| 2016 | 364.996     | 530.565     | 68,8        | 103        | 101        | 2          | 3.543                     | 13      | 2         | 43        | 127        |
| 2019 | 360.317     | 523.793     | 68,8        | 104        | 104        |            | 3.464                     | 11      |           | 36        | 127        |
| 2021 | 357.459     | 519.638     | 68,8        | 102        | 102        |            | 3.504                     | 13      |           | 30        | 127        |
| 2023 | 354.014     | 514.630     | 68,8        | 101        | 101        |            | 3.505                     | 14      |           | 28        | 127        |